# 1989 en jeu vidéo
 (février 2021).
Si vous disposez d'ouvrages ou d'articles de référence ou si vous connaissez des sites web de qualité traitant du thème abordé ici, merci de compléter l'article en donnant les références utiles à sa vérifiabilité et en les liant à la section « Notes et références ».
Cet article présente les faits marquants de l'année 1989 concernant le jeu vidéo.

## Événements
- 9 janvier : sortie de la Mega Drive aux États-Unis sous le nom de Genesis.
- 21 avril : sortie de la console portable Game Boy de Nintendo au Japon.
  - sortie du jeu vidéo Super Mario Land sur Game Boy au Japon.
- 26 avril :
  - création de l'entreprise japonaise "Game Freak" et début du développement de Pokémon.
  - premier épisode de Dragon Ball Z au Japon.
- 21 juillet : sortie de la Game Boy de Nintendo aux États-Unis.
- 11 octobre : sortie de la console portable Lynx d'Atari aux États-Unis.
- La PC-Engine sort aux États-Unis sous le nom de Turbografx-16.
- Novateur sur le fond et la forme, entièrement conçu par un seul homme, Jordan Mechner, Prince of Persia est un succès mondial.
- Mattel produit le Power Glove, contrôleur pour la NES.

## Principales sorties de jeux
- 21 mars : Phantasy Star II sort sur Mega Drive au Japon.
- 21 avril : Super Mario Land de Nintendo sort sur Game Boy au Japon.
- 28 avril : Super Mario Bros. 2 de Nintendo sort sur NES en Europe.
- Juin : Final Fight sort sur borne d'arcade au Japon.
- 27 juillet : Mother sort sur NES au Japon.
- 27 octobre : Dragon Ball 3: Goku Den.
- SimCity.
- Prince of Persia sort sur Apple II.
- Populous sort sur Amiga et Atari ST.
- Xenon 2: Megablast sort sur Amiga et Atari ST.
- Golden Axe sort sur borne d'arcade.
- Purple Saturn Day.

## Récompenses
Tilt d'or 1989
- Meilleur jeu d'action : Skweek de Loriciel
- Meilleur jeu d'action sur console : Super Mario Bros. 2 de Nintendo
- Meilleur shoot them up : SilkWorm de Random Access
- Meilleur shoot them up sur console : R-Type de Irem
- Meilleure adaptation d'arcade : Strider de U.S. Gold
- Meilleure simulation sportive (ex æquo) : Great Courts de Blue Byte et Kick Off de Anco
- Meilleur logiciel de simulation : M1 Tank Platoon de MicroProse
- Meilleur simulateur de vol : Falcon (en) de Spectrum Holobyte
- Meilleur logiciel d'aventure/action : Last Ninja 2 (en) de System 3
- Meilleur logiciel d'aventure/action sur console : Castlevania de Konami
- Meilleur jeu de rôle : Neuromancer d'Interplay Entertainment
- Meilleur jeu d'aventure en langue anglaise : Indiana Jones et la Dernière Croisade de Lucasfilm Games
- Meilleur jeu d'aventure en langue française : Les Voyageurs du temps de Delphine Software
- Meilleur jeu de réflexion/stratégie : Populous de Bullfrog Productions
- Meilleur logiciel éducatif : Les 1001 Voyages de Carraz Editions
- Meilleur graphisme : Shadow of the Beast de Reflections Software
- Meilleure animation : Interphase (en) de The Assembly Line
- Meilleure animation sonore : Les Voyageurs du temps de Delphine Software
- Jeu le plus original : SimCity de Maxis
- Prix spécial du jury : West Phaser de Loriciel